# Passiflora holosericea
Passiflora holosericea L. – gatunek rośliny z rodziny męczennicowatych (Passifloraceae Juss. ex Kunth in Humb.). Występuje naturalnie na Kubie, w Meksyku, Gwatemali, Salwadorze, Hondurasie, Nikaragui, Kostaryce, Kolumbii oraz Wenezueli. 

## Morfologia
PokrójZdrewniałe, trwałe, owłosione liany.
LiściePotrójnie klapowane, sercowate u podstawy. Mają 5–15 cm długości oraz 4–13 cm szerokości. Całobrzegie, ze spiczastym wierzchołkiem. Ogonek liściowy jest owłosiony i ma długość 15–60 mm. Przylistki są liniowe, mają 6 mm długości.
KwiatyPojedyncze lub zebrane w pary. Działki kielicha są podłużne, białawe, mają 1,3–1,5 cm długości. Płatki są podłużne, białe, mają 1–1,3 cm długości. Przykoronek ułożony jest w dwóch rzędach, żółty.
OwoceSą kulistego kształtu. Mają 1,5–2,5 cm średnicy.

## Biologia i ekologia
Występuje w lasach na wysokości do 1200 m n.p.m.